# Chuah Yu Tian
Chuah Yu Tian (* 26. März 1993) ist eine malaysische Stabhochspringerin.

## Sportliche Laufbahn
Erste internationale Erfahrungen sammelte Chuah Yu Tian im Jahr 2012, als sie bei den Juniorenasienmeisterschaften in Colombo mit übersprungenen 3,40 m die Silbermedaille gewann. 2017 nahm sie erstmals an den Südostasienspielen in Kuala Lumpur teil und gewann dort mit einer Höhe von 3,80 m die Silbermedaille hinter der Thailänderin Chayanisa Chomchuendee. 2018 erreichte sie bei den Commonwealth Games im australischen Gold Coast mit 3,70 m Rang 13 und 2019 belegte sie bei den Südostasienspielen in Capas mit 3,70 m den fünften Platz.
2012, 2018 und 2019 wurde Chuah malaysische Meisterin im Stabhochsprung.

## Persönliche Bestleistungen
- Stabhochsprung (Freiluft): 3,90 m, 4. August 201 in Kuala Lumpur
  - Stabhochsprung (Halle): 3,30 m, 22. März 2017 in Caotun